# امبلنی
امبلنی (به فرانسوی: Ambleny) یک کمون در فرانسه است که در پیکاردی واقع شده‌است.

## خصوصیات
امبلنی ۱۷٫۳۲ کیلومترمربع مساحت و ۱٬۱۳۴ نفر جمعیت دارد و ۴۲ متر بالاتر از سطح دریا واقع شده‌است.